# Phil LaMarr
Phillip LaMarr, detto Phil (Los Angeles, 24 gennaio 1967), è un attore e doppiatore statunitense.
È noto al grande pubblico per aver interpretato il personaggio di Marvin in Pulp Fiction (1994) e per aver prestato la voce al personaggio di Hermes Conrad nella serie animata Futurama.

## Biografia
Phil LaMarr è nato a Los Angeles il 24 gennaio 1967. In patria ha prestato voce ai personaggi di Static Shock, Lanterna Verde in Justice League e Justice League Unlimited, Samurai Jack, Hermes Conrad in Futurama, Wilt ne Gli amici immaginari di casa Foster, Kit Fisto in Star Wars: The Clone Wars, e Marcus in Juniper Lee.
Ha prestato la sua voce al personaggio Vamp della serie Metal Gear Solid (MGS2, MGS4) per le versioni americane ed europee.
È apparso nell'episodio "L'uomo ideale" della sesta stagione della serie TV La vita secondo Jim con Jim Belushi.
Dal 2020 è la voce dell'ammiraglio Alonzo Freeman in Star Trek: Lower Decks, seconda serie animata del franchise di Star Trek e nona serie complessiva, contando anche le serie live action. Alonzo Freeman è il marito del capitano della USS Cerritos Carol Freeman (Dawnn Lewis) e padre di una dei quattro protagonisti della serie Beckett Mariner (Tawny Newsome).

## Filmografia parziale

### Attore

#### Cinema
- It's Pat, regia di Adam Bernstein (1994)
- Pulp Fiction, regia di Quentin Tarantino (1994)
- Tonto + tonto (Bio-Dome), regia di Jason Bloom (1996)
- The Thin Pink Line, regia di Michael Irpino e Joe Dietl (1998)
- Spider-Man 2, regia di Sam Raimi (2004)
- Fratellastri a 40 anni (Step Brothers), regia di Adam McKay (2008)
- Real Steel, regia di Shawn Levy (2011)
- Men, Women & Children, regia di Jason Reitman (2014)

#### Televisione
- Murphy Brown – serie TV, un episodio (1991)
- The Royal Family – serie TV, un episodio (1991)
- Due come noi (Jake and the Fatman) – serie TV, un episodio (1992)
- Willy, il principe di Bel-Air (The Fresh Prince of Bel-Air) – serie TV, un episodio (1993)
- L.A. Law - Avvocati a Los Angeles (L.A. Law) – serie TV, un episodio (1993)
- Wing – serie TV, un episodio (1993)
- Innamorati pazzi (Mad About You) – serie TV, un episodio (1993)
- Mr. Cooper (Hangin' with Mr. Cooper) – serie TV, un episodio (1994)
- Living Single – serie TV, un episodio (1995)
- MADtv – serie TV, 112 episodi (1995-2000)
- The PJs – serie TV (1999-2000)
- Prima o poi divorzio! – serie TV, 2 episodi (2000-2001)
- NYPD - New York Police Department (NYPD Blue) – serie TV, 2 episodi (2001)
- Philly – serie TV, 2 episodi (2001)
- Senza traccia (Without a Trace) – serie TV, un episodio (2003)
- Eva – serie TV, 3 episodi (2004-2005)
- The Bernie Mac Show – serie TV, un episodio (2004)
- Reno 911! – serie TV, 2 episodi (2004)
- Cold Case - Delitti irrisolti (Cold Case) – serie TV, episodio 2x10 (2004)
- Barbershop – serie TV, 4 episodi (2005)
- Curb Your Enthusiasm – serie TV, un episodio (2007)
- Castle – serie TV, episodi 2x06-2x11-6x16 (2009-2014)
- Big Time Rush – serie TV, 3 episodi (2010-2011)
- Happy Endings – serie TV, un episodio (2012)
- Aiutami Hope! (Raising Hope) – serie TV, un episodio (2013)
- La vita secondo Jim (According to Jim) – serie TV, 1 episodio (2007)
- The Millers – serie TV, un episodio (2015)
- Young & Hungry - Cuori in cucina (Young & Hungry) – serie TV, un episodio (2015)
- The Real O'Neals – serie TV, un episodio (2016)
- Lucifer – serie TV, un episodio (2016)
- Veep - Vicepresidente incompetente (Veep) – serie TV, 4 episodi (2016-2017)
- Grey's Anatomy – serie TV, un episodio (2017)
- Get Shorty – serie TV, 5 episodi (2017)
- Superstore – serie TV, un episodio (2018)
- Heathers – serie TV, 2 episodi (2018)
- Supergirl – serie TV (2019)
- Murderville – serie TV, un episodio (2022)

### Doppiatore

#### Cinema
- Zoomates - Warren
- Scooby-Doo e la leggenda del vampiro - Daniel Illiwara
- Le Superchicche - Il film - I.P. Host
- Shark Tale - Proprietario del negozio di gamberi
- Madagascar 2 - Guida
- Zambezia - Annunciatore
- Bolt - Un eroe a quattro zampe
- Gli Incredibili 2 - Krushauer, He-Lectrix

#### Televisione
- I Griffin - serie animata (1999-in corso) - Ollie Williams, Giudice
- Futurama - serie animata, 117 episodi (1999-2013) - Hermes Conrad
- Samurai Jack - serie animata (2001-2004) - Jack
- Kim Possible - serie animata, 6 episodi (2002-2007) - Vinnie
- Star Wars: The Clone Wars - serie animata, 20 episodi (2008-2014) - Kit Fisto, Bail Organa, Orn Free Taa
- Afro Samurai: Resurrection, regia di Fuminori Kizaki – film TV (2009)
- Avengers - I più potenti eroi della Terra - serie animata (2010-2012) - J.A.R.V.I.S., Wonder Man
- Young Justice - serie animata (2010-2022) - Aquaman, Dubbilex
- Ultimate Spider-Man - serie animata, 11 episodi (2012-2017) - J.A.R.V.I.S., Cloak, Dormammu
- Teenage Mutant Ninja Turtles - Tartarughe Ninja - serie animata (2012-2018) - Stockman Fly
- Hulk e gli agenti S.M.A.S.H. - serie animata, 2 episodi (2014) - Dormammu
- I Simpson - serie animata, 1 episodio (2014) - Hermes Conrad
- Star Wars Rebels - serie animata, 7 episodi (2014-2015, 2017) - Bail Organa
- Star Trek: Lower Decks - serie animata, 9 episodi (2020-2022) - Alonzo Freeman
- Star Wars: The Bad Batch – serie animata, 1 episodio (2021) - Orn Free Taa
- Dragon Age: Absolution – serie animata (2022) - Roland, Dolph
- Among Us - serie animata (2024) - Brown

#### Videogiochi
- Darksiders - Vulgrim
- Darksiders II - Vulgrim
- Darksiders III - Vulgrim, Conflitto/Jones
- Daxter - Kaeden, Veger
- Dead Island - Sam B
- Dead Island: Riptide - Sam B
- Dissidia Final Fantasy NT - Ramza Beoulve
- Dota 2 - Pangolier
- Far Cry 3: Blood Dragon - T.T. 'Spider' Brown
- Final Fantasy Tactics: The War of the Lions - Ramza Beoulve
- Final Fantasy XII - Reddas
- Fortnite - Ken
- Infamous - John White
- Infamous 2 - John White
- Injustice: Gods Among Us - Aquaman, Lanterna Verde (John Stewart)
- Injustice 2 - Aquaman, Lanterna Verde (John Stewart), Lucius Fox
- Jak II: Renegade - Sig, Guardie Krimzon
- Jak 3 - Sig, Veger
- Jak X - G.T. Blitz, Sig, Mizo, Kaeden
- Kingdom Hearts 3D: Dream Drop Distance - Febo
- La Terra di Mezzo: L'ombra di Mordor - Ratbag
- La Terra di Mezzo: L'ombra della guerra - Ratbag
- LEGO Gli Incredibili - Krushauer, He-Lectrix
- LEGO Marvel Super Heroes - Blade (Eric Brooks), Gambit, War Machine
- LEGO Star Wars: La saga degli Skywalker - Kit Fisto
- Marvel Dimension of Heroes - Dormammu
- Marvel Powers United VR - Dormammu
- Marvel vs. Capcom: Infinite - Dormammu
- Metal Gear Rising: Revengeance - Kevin Washington
- Metal Gear Solid 2: Sons of Liberty - Vamp
- Metal Gear Solid 4: Guns of the Patriots - Vamp
- Minecraft: Story Mode - Gill
- Mortal Kombat X - Kotahl Kahn
- Mortal Kombat 11 - Kotahl Kahn
- Prototype - Dr. Bradley Ragland
- Saints Row 2 - Mr. Sunshine
- Samurai Jack: Battle Through Time - Jack
- Star Wars: Knights of the Old Republic - Gadon Thek
- Tales from the Borderlands - Cassius Leclemaine
- The Legend of Spyro: A New Beginning - Kane
- The Matrix: Path of Neo - Ballard, operatore, SWAT/soldati
- Vampire the Masquerade: Bloodlines - Skelter, Fat Larry, Dennis, Malcolm
- X-Men: Destiny - Gambit, Forge
- Young Justice: Legacy - Aquaman

## Doppiatori italiani
Nelle versioni in italiano delle opere in cui ha recitato, Phil LaMarr è stato doppiato da:
- Alberto Angrisano in Castle, Men, Women & Children
- Roberto Gammino in Pulp Fiction
- Angelo Maggi in Get Shorty
- Roberto Draghetti in Cold Case - Delitti irrisolti
- Guido Di Naccio ne La vita secondo Jim
- Massimo Aresu in Fratellastri a 40 anni
- Fabrizio Picconi in Lucifer
- Francesco De Francesco in Supergirl
- Francesco Sechi in Grey's Anatomy

Da doppiatore è sostituito da:
- Saverio Indrio in Star Wars: The Clone Wars, Star Wars Rebels (Bail Organa)
- Simone Mori in Futurama (Hermes Conrad), I Simpson
- Fabrizio Temperini in Star Wars: The Clone Wars (Kit Fisto), Scooby-Doo! Paura al campo estivo
- Fabio Boccanera in I Griffin (Chris Tucker), Avengers - I più potenti eroi della Terra (st. 1)
- Stefano Alessandroni in Hulk e gli agenti S.M.A.S.H., Star Trek: Lower Decks
- Roberto Fidecaro in Gli Incredibili 2 (Krushauer), Bojack Horseman
- Alessandro Zurla in Space Dogs: Adventure to the Moon, LEGO Star Wars: La Saga degli Skywalker (Kit Fisto)
- Luca Graziani ne La Terra di Mezzo: L'Ombra di Mordor, La Terra di Mezzo: L'ombra della guerra
- Toni Orlandi in Star Wars: The Clone Wars (Orn Free Taa)
- Francesco Meoni in F.E.A.R. 2: Project Origin
- Dario De Grassi ne I Griffin (Giudice, st. 1-10)
- Carlo Reali ne I Griffin (Giudice, st. 11+)
- Teo Bellia in Avatar - La leggenda di Aang
- Davide Albano in Avengers - I più potenti eroi della Terra (st. 2)
- Andrea Lopez in Avengers - I più potenti eroi della Terra (J.A.R.V.I.S.)
- Davide Garbolino in Static Shock
- Pietro Ubaldi in Justice League
- Corrado Conforti in Juniper Lee
- Andrea Zalone ne Gli amici immaginari di casa Foster
- Alberto Angrisano in Samurai Jack
- Riccardo Peroni in Zambezia
- Andrea Zalone ne Gli amici immaginari di casa Foster
- Enrico Pallini in Gli Incredibili 2 (He-Lectrix)
- Vittorio De Angelis in Futurama (Ethan 'Gomma Americana' Tate (st. 3, 6))
- Achille D'Aniello in Futurama (Ethan 'Gomma Americana' Tate (ep. 4x04))
- Massimiliano Virgilii in Futurama (Ethan 'Gomma Americana' Tate (st. 5))
- Mauro Magliozzi in Futurama (Ethan 'Gomma Americana' Tate (st. 7))
- Manlio De Angelis in Futurama (Robot Dio)
- Sandro Iovino in Futurama (Onorabile Giudice)
- Gianandrea Muià in A Casa dei Loud
- Massimo Corvo in Finalmente weekend!
- Paolo Marchese in Rise of the Teenage Mutant Ninja Turtles - Il destino delle Tartarughe Ninja (Jupiter Jim, Goon1)
- Alessandro Ballico in La legge di Milo Murphy
- Roberto Gammino in Futurama (Dwight)
- Stefano Onofri in Futurama (Testa di Thomas Jefferson e Thomas Jefferson)
- Diego Suarez in Beverly Hills Chihuahua 3: Viva La Fiesta! (Diego)
- Oreste Baldini in Beverly Hills Chihuahua 3: Viva La Fiesta! (Bassista dei Black Labbeth)
- Gabriele Lopez in LEGO DC Super Heroes: The Flash
- Matteo De Mojana in Injustice 2 (Aquaman)
- Maurizio Trombini in Injustice 2 (Lucius Fox)
- Oliviero Cappellini in Injustice 2 (Lanterna Verde / John Stewart)
- Marco Balbi in Mortal Kombat 11
- Massimo Bitossi in Vampirina
- Ugo Maria Morosi ne I Griffin (Morgan Freeman)
- Massimo Lopez in Futurama (Ben)
- Luigi Ferraro in Star Wars: The Bad Batch (Orn Free Taa)
- Patrizio Prata in Scooby-Doo e la leggenda del vampiro
- Claudio Moneta in My Little Pony - Una nuova generazione
- Luca Bottale in LEGO Star Wars: La Saga degli Skywalker (Jar-Jar Binks)
- Riccardo Lombardo in LEGO Star Wars: Rebuild the Galaxy